# Friedrich Wiest
Friedrich Wiest (* 31. Januar 1937 in Laubach; † 4. Mai 2012 in Memmingen) war ein deutscher Künstler.

## Leben
Geboren und aufgewachsen im oberschwäbischen Laubach bei Ochsenhausen, studierte Wiest nach dem Abitur von 1954 bis 1959 an der Staatlichen Akademie der Bildenden Künste in Stuttgart Werktechnik, Wand- und Glasmalerei. Seine Lehrer waren die Professoren Hugo Peters, Manfred Henninger und Rudolf Yelin der Jüngere. Im Anschluss war er Dozent für die Lehrerfortbildung in verschiedenen Städten.
Von 1962 bis 1997 war er Kunsterzieher, zuletzt am Gymnasium Ochsenhausen. Wiests vom Format her mittelgroße Öl-auf-Leinwand-Werke befassen sich mit der jeweiligen ihn unmittelbar umgebenden Landschaft. Ein weiterer Schwerpunkt seiner Arbeit waren Stillleben.
Wiest war verheiratet und Vater eines Sohnes.

## Ausstellungen

### Einzelausstellungen
- 1965 Rathaus Salzgitter
- 1970 Sparkasse Dannenberg

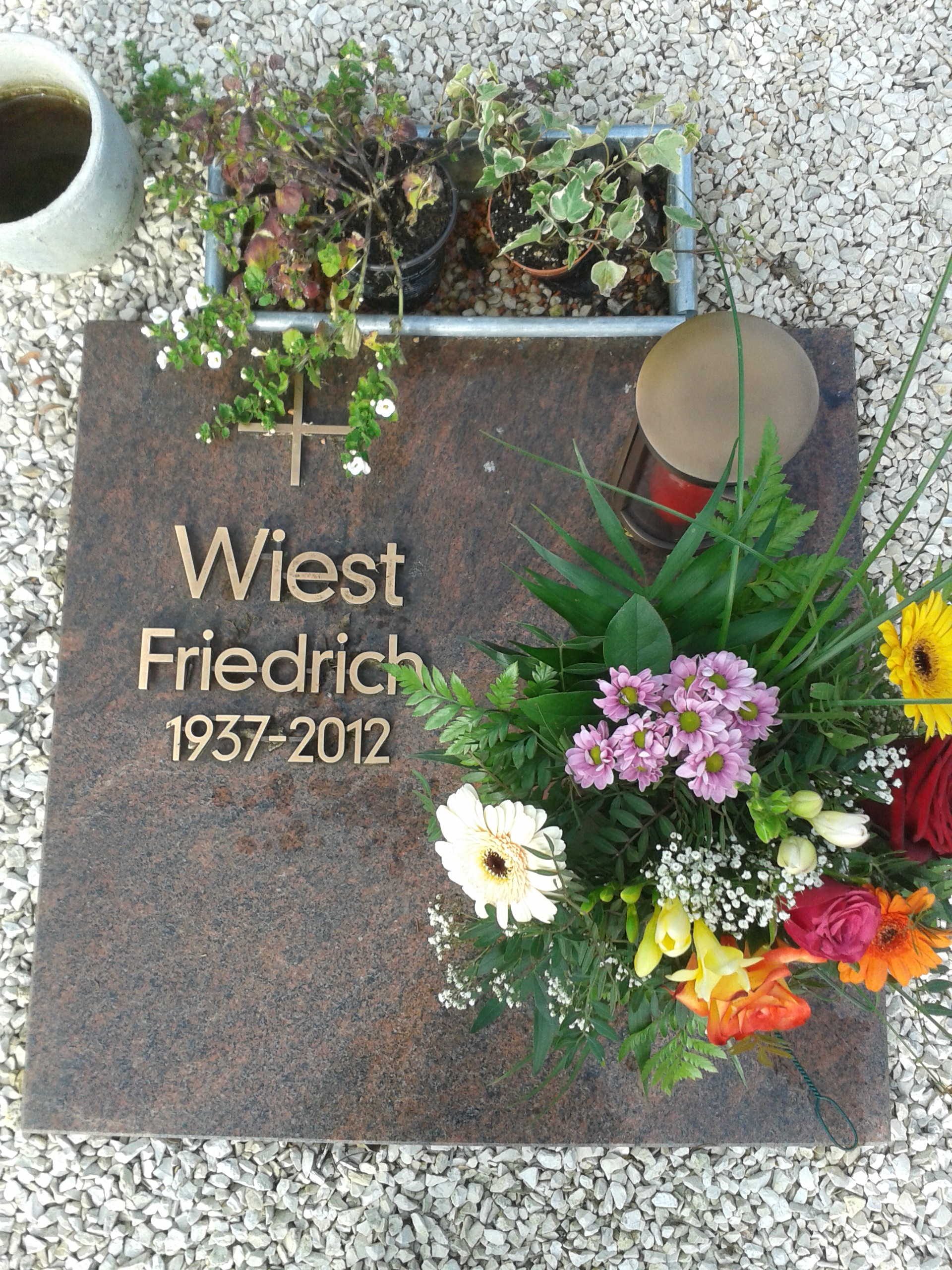
Grab Friedrich Wiest

- 1972 Internatsschule Schloss Gaienhofen
- 2002 Städtische Galerie Fruchtkasten Ochsenhausen

### Gruppenausstellungen
- 1955 Städtische Galerie Die Fähre, Saulgau
- 1976 Rathaus Allensbach
- 1978 Realschule Radolfzell
- 1988 Städtische Galerie Fruchtkasten Ochsenhausen

## Preise
- Oberschwäbischer Kunstpreis, Förderpreis, 1955[1]